# راه اسلحه
راه اسلحه (به انگلیسی: The Way of the Gun) یک فیلم سینمایی آمریکایی جنایی و دلهره‌آور به نویسندگی و کارگردانی کریستوفر مک‌کوری، که در سال ۲۰۰۰ میلادی منتشر شده است. این فیلم اولین کارگردانی مک‌کوری می‌باشد. 

## بازیگران
- رایان فیلیپ در نقش پارکر
- بنیسیو دل تورو در نقش لنگبو
- جولیت لوئیس در نقش رابین
- جیمز کان در نقش جو سارنو
- تای دیگز در نقش جفرس
- نیکی کت
- جفری لوئیس
- دیلن کوسمان در نقش دکتر آلن پینتر
- اسکات ویلسون در نقش هیل چیدوکک
- کریستین لمن در نقش فرانچسکو چیدوکک
- سارا سیلورمن

## داستان
دو خلافکار خرده پا دختری را می‌ربایند، تا یک میلیون دلار به دست آوردند. اما این دختر متعلق به یک مرد قدرتمند و مخوف است و این باعث پیچیده شدن کار می‌شود...